# 5 Zimmer, Küche, Bad
5 Zimmer, Küche, Bad ist ein deutscher Fernsehfilm aus dem Jahr 1992. In der romantischen Komödie über eine turbulente Wohnungssuche spielen Christoph Waltz und Anica Dobra die Hauptrollen.

## Handlung
Der Krankenkassen-Angestellte Hartwig Klemmnitz sucht für sich und seine Frau Regine dringend eine neue Wohnung, da ihr Vermieter Eigenbedarf angemeldet hat. Bei einer Wohnungsbesichtigung lernt er die junge Tänzerin Pia Janzen kennen, die momentan in einem billigen Hotel wohnt und keine Wohnung findet, die sie sich leisten kann. Als Pia mit ihrem alten 2CV beim Ausparken die Limousine des Bankiers Castellotti ankratzt, verlangt dieser keine Bezahlung des Schadens, sondern lädt Pia zum Abendessen ein. Zufällig ist Hartwigs Frau Regine die Sekretärin von Castellotti.
Bei einem Immobilienmakler trifft Hartwig Pia wieder und besucht sie kurz darauf in ihrem Hotelzimmer. Da ihr Auto in der Reparatur ist, bietet er ihr an, gemeinsam mit ihr auf Wohnungssuche zu gehen – dass er verheiratet ist und nicht nur für sich allein eine Wohnung sucht, verschweigt er ihr. Da die beiden mehrmals Pech haben, hat Pia die Idee, sie sollten sich bei den nächsten Besichtigungsterminen als Staatsanwalt mit seiner Ehefrau ausgeben. Friedmann, ein Zimmernachbar von Pia und pensionierter Staatsanwalt, soll Hartwig helfen, sich angemessen zu kleiden und zu benehmen. Hartwig ist ein sehr rechtschaffener Mensch und willigt nur zögernd in diese Betrugsmasche ein.
Inzwischen ist Regine auf eigene Faust zu einer Immobilienmaklerin gegangen und bekommt eine Wohnung vermittelt. Als sie aber gerade mit der Maklerin die Wohnung besichtigt, tauchen zwei andere Interessenten auf – nämlich Hartwig und Pia, „verkleidet“ als Staatsanwalt Bartholdy und Frau. Regine verlässt mit den Worten „Du Schwein!“ die Wohnung. Sie wirft Hartwig aus der gemeinsamen Wohnung raus und er zieht in das Billighotel, ins Zimmer gegenüber von Pia. Dort hört er nachts, wie Pia von Castellotti nach Hause gebracht wird, und wird eifersüchtig. Am nächsten Morgen will er sie zur Rede stellen, und sie macht ihm klar, dass er kein Recht habe, sich in ihre Beziehungen einzumischen.
Regine bringt Hartwigs Sachen in sein Hotelzimmer und trifft dabei auf Pia. Sie warnt Pia vor Castellotti: Dieser habe schon öfter, immer nach der gleichen Masche, junge Frauen verführt und dann sitzengelassen. Inzwischen hat der pensionierte Staatsanwalt durch alte Kontakte herausgefunden, dass Schnieker, der Besitzer der von Hartwig und Pia begehrten Wohnung, mit Castellotti unter einer Decke steckt: Sie wollen den angeblichen Staatsanwalt Bartholdy mit einer Vergabe der Wohnung zu günstigen Konditionen bestechen, um an vertrauliche Informationen aus der Staatsanwaltschaft zu gelangen. Hartwig spielt das Spiel mit und trifft sich (als Bartholdy) mit Schnieker und Castellotti zur Vertragsunterzeichnung. Ungeplanterweise taucht aber Regine bei dem Treffen auf, die ihn natürlich erkennt.
Castellotti lädt Pia zu einem Wochenende in ein Edelhotel ein. Sie nimmt an und tut so, als ließe sie sich von ihm verführen. Nachts betritt sie sein Hotelzimmer mit Handschellen und in einem Leder-Outfit, das sie sich von einer Prostituierten (einer weiteren Zimmernachbarin aus dem Billighotel) geliehen hat. Sie fesselt Castellotti ans Bett und fährt in seinem Wagen in die Stadt zurück. Regine, die die Betrügerei von Hartwig und Pia nun kennt, ist Pia und Castellotti hinterhergefahren, wohl um ihn zu warnen. Sie befreit Castellotti von den Handschellen und will ihn überzeugen, endlich eine feste Beziehung einzugehen – und zwar mit ihr.
Da nun auch Schnieker erfahren hat, dass er einem falschen Staatsanwalt aufgesessen ist, lässt er den Mietvertrag platzen. Doch dank Friedmann sitzen Hartwig und Pia nur sehr kurz auf der Straße: Er hat nämlich eine Fünfzimmerwohnung, in der er mit seiner Frau 32 Jahre lang gewohnt hat. Er hat sie nach dem Tod seiner Frau vor drei Monaten verlassen, um nicht allein in der riesigen Wohnung sein zu müssen. Aber nun bietet er Hartwig und Pia an, dort mit ihm in einer Art generationen-übergreifenden WG zu wohnen. Als Pia Hartwig am nächsten Tag bei der Arbeit anruft, gestehen sich endlich beide ihre Liebe.

## Produktion
Der Film wurde vom Hessischen Rundfunk produziert und am 26. Juni 1992 auf Arte zum ersten Mal ausgestrahlt.